# Eternal Nightmare
Eternal Nightmare è il primo album in studio del gruppo thrash metal Vio-lence pubblicato nel 1988 dalla Mechanic.

## Tracce
1. Eternal Nightmare – 6:11
2. Serial Killer – 2:59
3. Phobophobia – 6:31
4. Calling in the Coroner – 3:55
5. T.D.S. (Take It as You Will) – 5:04
6. Bodies on Bodies – 5:47
7. Kill on Command – 4:56

## Formazione
- Sean Killian - voce
- Phil Demmel - chitarra
- Robb Flynn - chitarra
- Dean Dell - basso
- Perry Strickland - batteria